# Synagoga w Białej Spiskiej
Synagoga w Białej Spiskiej – synagoga znajdująca się w Białej Spiskiej na Słowacji, przy ulicy Letniej 3.
Synagoga została zbudowana w 1922 roku w stylu modernistycznym. Obecnie w synagodze znajduje się prywatny dom mieszkalny. Swoją oryginalną formę zachowała jedynie elewacja południowa.